# Parvicardium minimum
Parvicardium minimum är en musselart som först beskrevs av Philippi 1836.  Parvicardium minimum ingår i släktet Parvicardium och familjen hjärtmusslor. Arten är reproducerande i Sverige. Inga underarter finns listade i Catalogue of Life.